# Джин

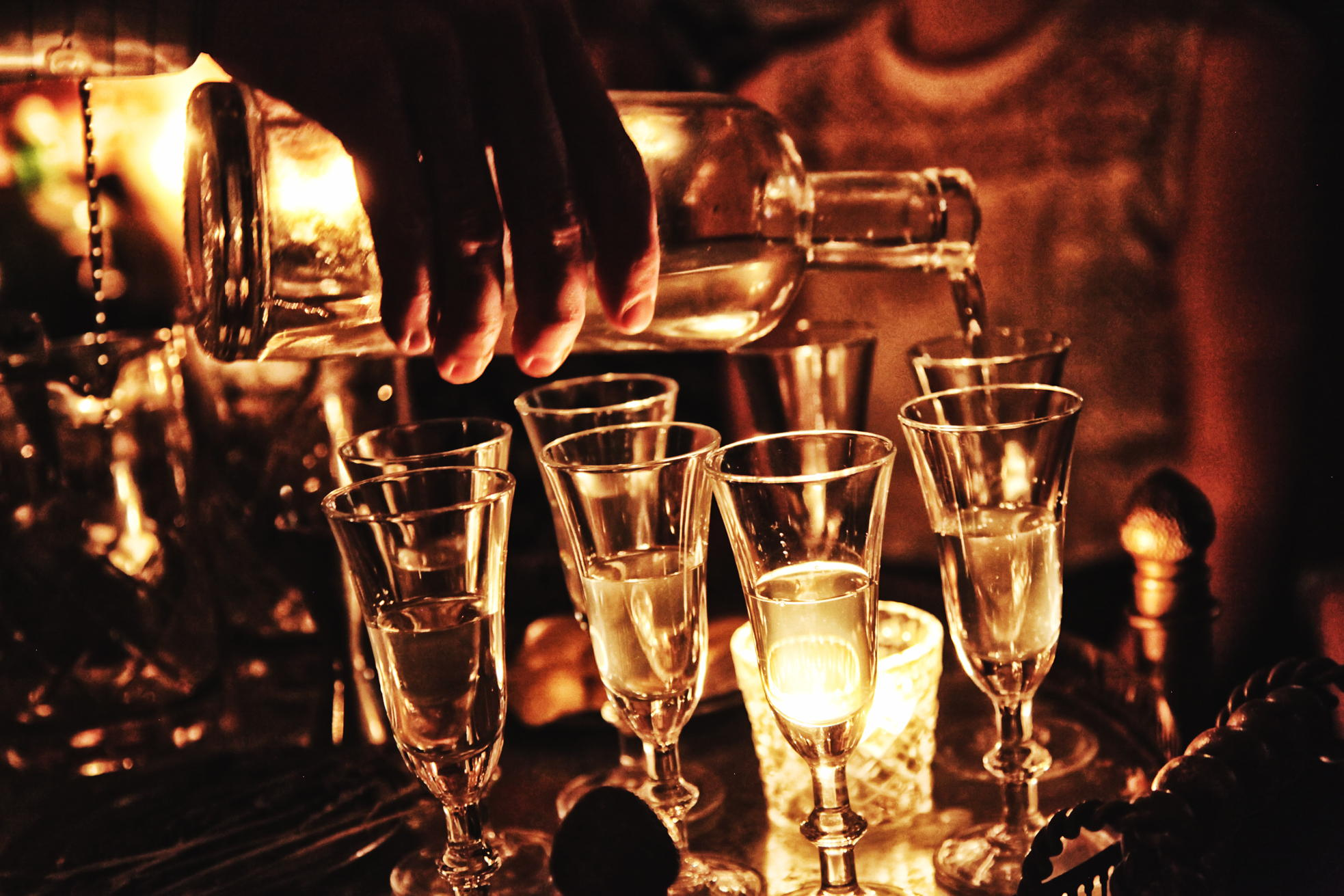
Розлив джина по бокалам

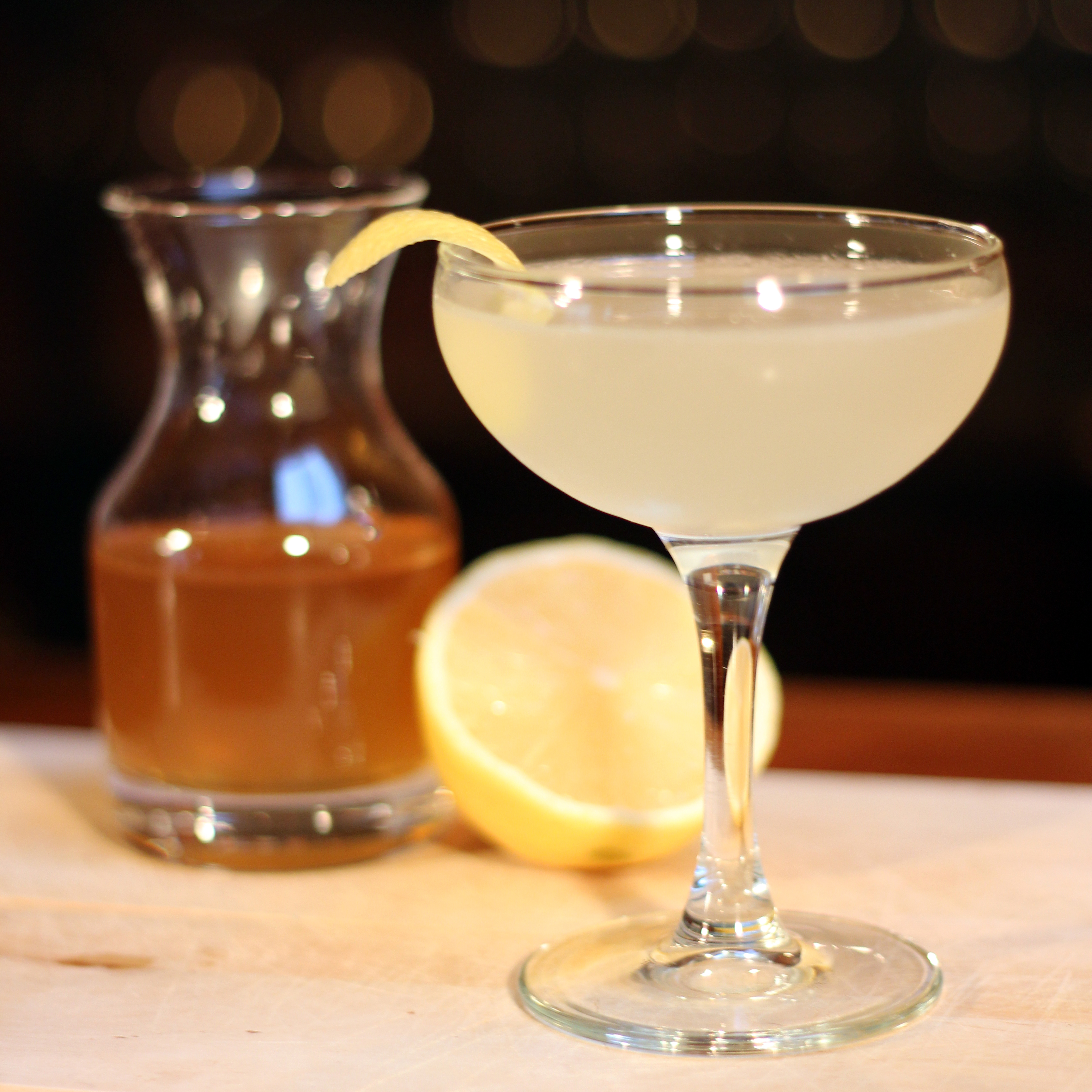
Коктейль Bee's Knees, приготовленный из джина, меда и лимонного сока

Джин (англ. gin) — крепкий алкогольный напиток крепостью не менее 37,5 %. Изготавливается путём перегонки зернового спирта с добавлением растительных пряностей, обычно это можжевёловая ягода, кориандр, корень дудника (ангелика), корень ириса, миндаль и другие, которые придают джину его характерный вкус. Вкус обычного джина очень сухой, и поэтому джин не всегда употребляется в чистом виде. Необходимо отличать от тернового джина, горького ликёра, традиционно изготавливаемого из ягод тёрна, настоянных на джине. Наиболее распространённый вид джина, обычно используемый для коктейлей, — «London dry gin» (Лондонский сухой джин); данное название относится не к бренду, марке или стране происхождения, а к процессу перегонки. Лондонский сухой джин — крепкий спиртной напиток, обычно изготавливаемый в вертикальных перегонных кубах и вторично перегоняемый после добавления трав к спиртовой основе.
Кроме можжевельника, обычно добавляют немного цитрусовых: цедру лимона или померанца. Могут использоваться и другие растительные добавки: анис, корень дудника, фиалковый корень, корица, кориандр и кора кассии.
Хорошо приготовленный джин обладает очень сухим гармоничным вкусом, резким характером, чётким привкусом можжевельника.
Среди других видов джина: женевер (нидерландский или бельгийский джин), плимутский джин и джин Old Tom (утверждается, что приготовление осуществляется по технологиям XVIII века и конечный продукт подслащивается сахарным сиропом — именно так предприниматели пытались сделать алкоголь низкого качества пригодным для питья).

## Этимология
Название джин (gin) — это сокращённая форма старого английского слова genever. Оно связано с французским словом genièvre и голландским словом jenever. Все в конечном счёте происходят от латинского названия можжевельника — juniperus.

## История
Джин впервые начали делать в Нидерландах в XVI веке — его изобретение часто приписывают врачу Франциску Сильвию. Отсюда он попал в Англию, после того как во время «Славной революции» (1688—1689) голландец стал английским королём. Нидерландский джин, известный как «jenever», существенно отличается от английского джина; он перегоняется с ячменём и иногда выдерживается в деревянных бочках, становясь немного похожим на виски. Jenever изготавливается в перегонных кубах и обычно обладает меньшей крепостью и более сильным вкусом, чем лондонский джин.

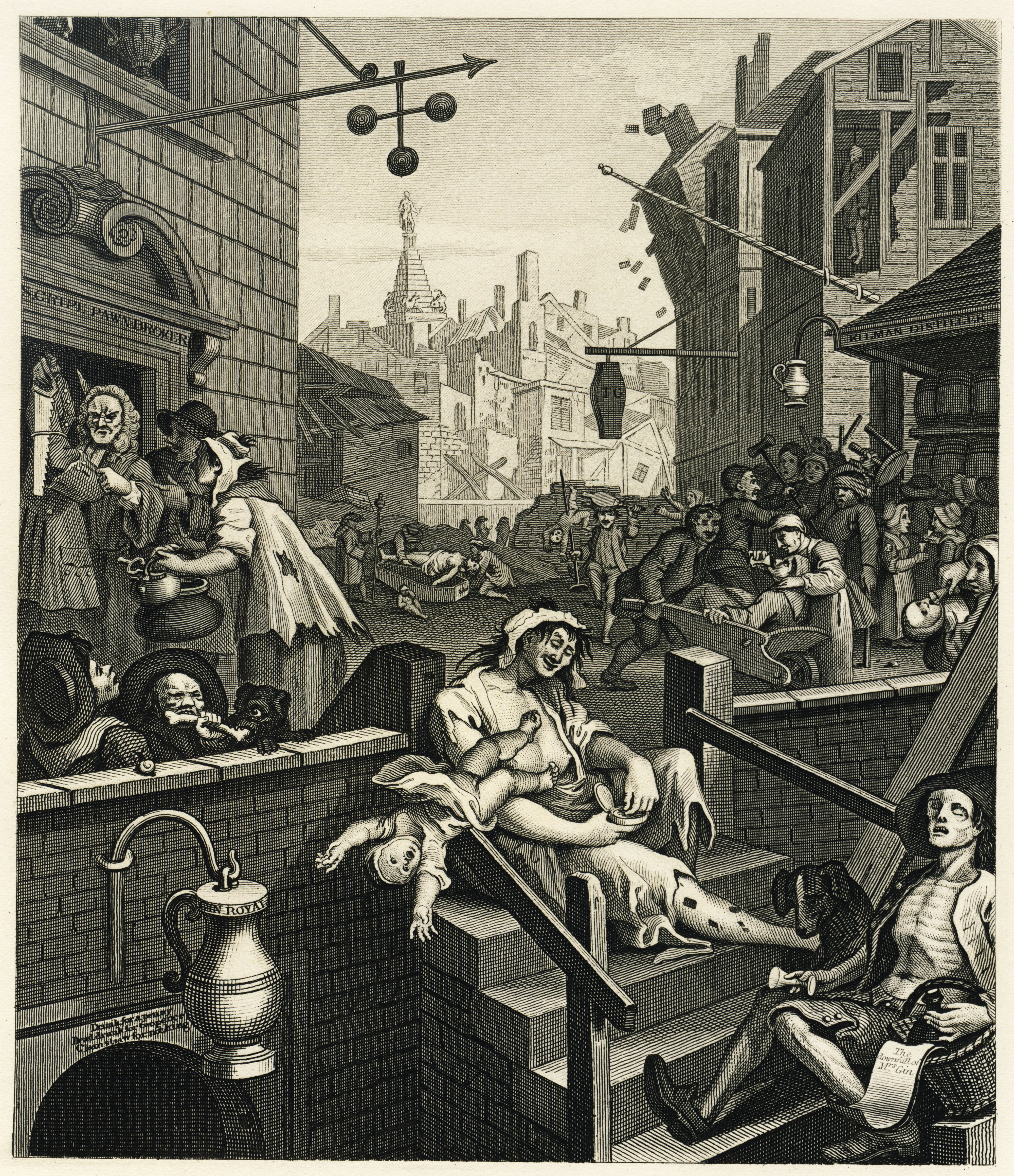
Уильям Хогарт. «Улица джина». 1751

Джин стал очень популярным в Англии после того, как правительство организовало рынок для низкокачественной пшеницы, которая не подходила для пивоварения, разрешило производство нелицензированного джина и одновременно ввело большие пошлины на импортные спиртные напитки. Тысячи магазинов, торгующих джином, появились по всей Англии. К 1740 году объём производства джина в шесть раз превысил объём производства пива, и из-за дешевизны джин стал чрезвычайно популярным у бедноты. Из 15 000 питейных заведений в Лондоне более половины были рюмочными, где продавался джин. Пиво сохранило репутацию здорового напитка, поскольку зачастую было безопаснее пить его, чем грязную воду, а джин ругали за различные социальные и медицинские проблемы и за то, что он мог быть одной из причин прекращения роста населения Лондона. Репутация этих напитков проиллюстрирована Уильямом Хогартом в его гравюрах «Пивная улица» и «Переулок джина» (1751). «Джиновый акт» 1736 года ввёл высокие налоги на продавцов джина, но привёл к уличным бунтам. Чрезмерно высокие пошлины сначала были значительно снижены, а затем, в 1742 году — и вовсе отменены. «Джиновый акт» 1751 года был более успешным: он указал производителям реализовывать свою продукцию только лицензированным продавцам и перевёл рюмочные под юрисдикцию местных магистратов. Джин в XVIII веке производился в обычных перегонных кубах и был несколько более сладким, чем известный сейчас лондонский джин.
В 1832 году был изобретён процесс вертикальной перегонки, а позднее в XIX веке был создан лондонский сухой джин. Так джин стал более уважаемым напитком, часто употребляемым смешанным с тоником на основе хинина. Тоник мог противодействовать малярии, но было необходимо скрыть вкус содержащегося в нём хинина, и джин был для этого прекрасным средством. Были придуманы многие другие коктейли на основе джина, среди которых мартини. Джин в форме секретно производимого самогона был распространённым напитком в магазинах, незаконно торговавших спиртными напитками во время сухого закона в США из-за относительной простоты основных методов его производства. Он остался основой многих коктейлей и после отмены сухого закона.
Существует много видов и производителей джина, наиболее известные из которых перечислены ниже.
В городе Хассельт (Бельгия) располагается Национальный музей джина.
Поскольку джин часто употребляется с тоником, сиропами, соками, то его производители начали снижать крепость своих напитков до 35 %, а иногда даже и до 10 %. Это отрицательно сказалось на ароматической гамме. Поэтому в 1960-х годах был принят европейский закон, который постановил, что джин не может иметь крепость ниже 37,5 %.

## Коктейли с джином

### С чем обычно смешивают джин
- Вермут — в сухом коктейле мартини[4]
- Водка — в коктейле Веспер
- Тоник — в джин-тонике
- Содовая — в коктейле Gin Rickey
- Имбирный эль
- Апельсиновый сок
- Лимонный сок
- Лаймовый сок — в составе коктейля «буравчик»
- Грейпфрутовый сок
- Клюквенный морс

### Известныекоктейли
- Мартини
- Негрони
- Веспер
- Gimlet («Буравчик»[5])
- Джин-тоник
- Gin Twist (с 1923 г.)
- Pimm’s N°1.
- Long drink 5,5%; 8%

См. также Категория:Коктейли с джином

## Достижения
В 2020 г. прошёл международный конкурс вин и спиртных напитков (IWSC), один из самых престижных в мире конкурсов спиртных напитков, в котором лучшими джинами были признаны восемь марок. Все они были награждены высшей медалью IWSC: Gold Outstanding.
1. Boulder Spirits, Barreled Ginskey Gin, 47 % ABV
2. Stone Grange, Elg No. 1 Gin, 47,2 % ABV
3. BeauFort Spirit, Fifty-Seven Smoked Sipping Gin, 57 % ABV
4. Withers Gin, G1, 40 % ABV
5. Stranger & Sons, Indian Spirited Gin, 42,8 % ABV
6. Monterey Distillery, Helford River, Monterey Gin, 43 % ABV
7. Spirit of Harrogate, Slingsby Marmalade Gin, 40 % ABV
8. Wessex Distillery, The Wyvern Gin, 47 % ABV